# Aspremont (Hautes-Alpes)
Pour les articles homonymes, voir Aspremont.
Aspremont est une commune française située dans le département des Hautes-Alpes, en région Provence-Alpes-Côte d'Azur.  

### Hydrographie

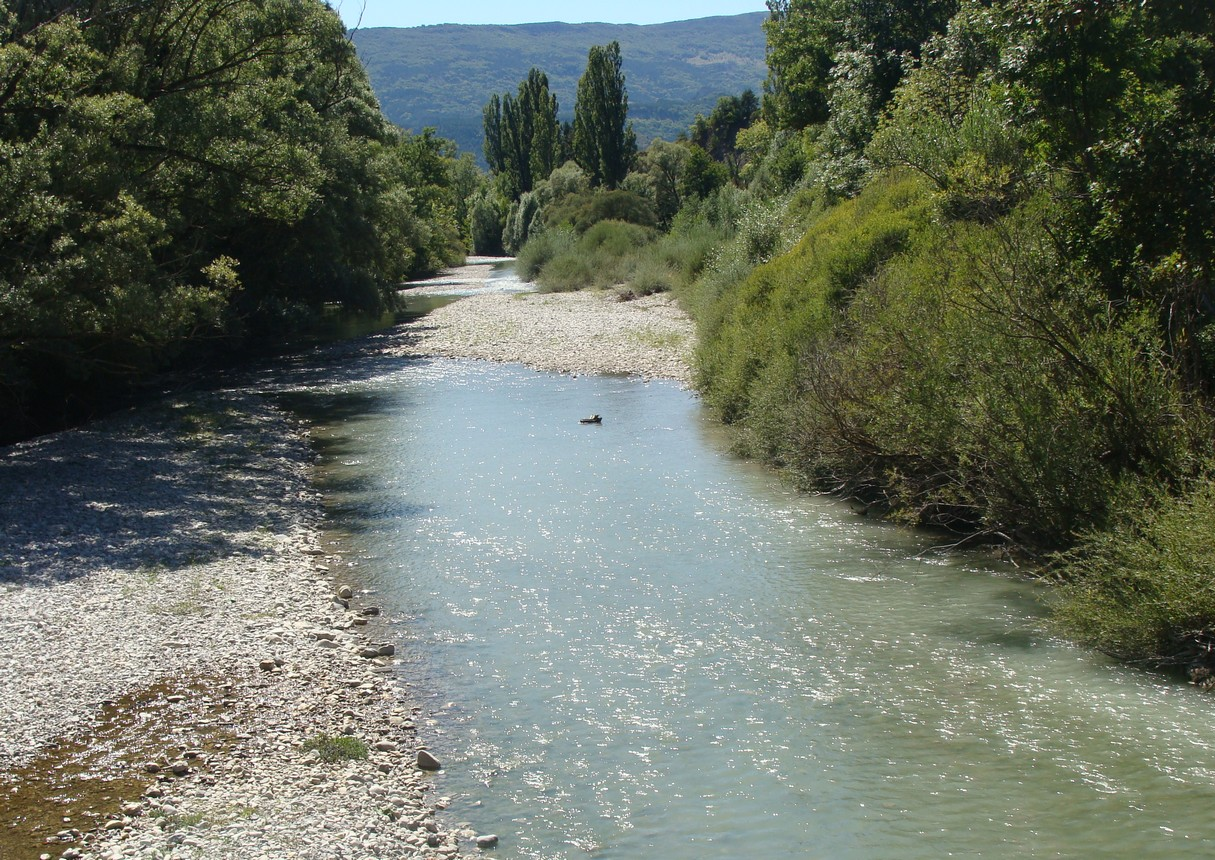
Le Buëch.

## Géographie

### Localisation

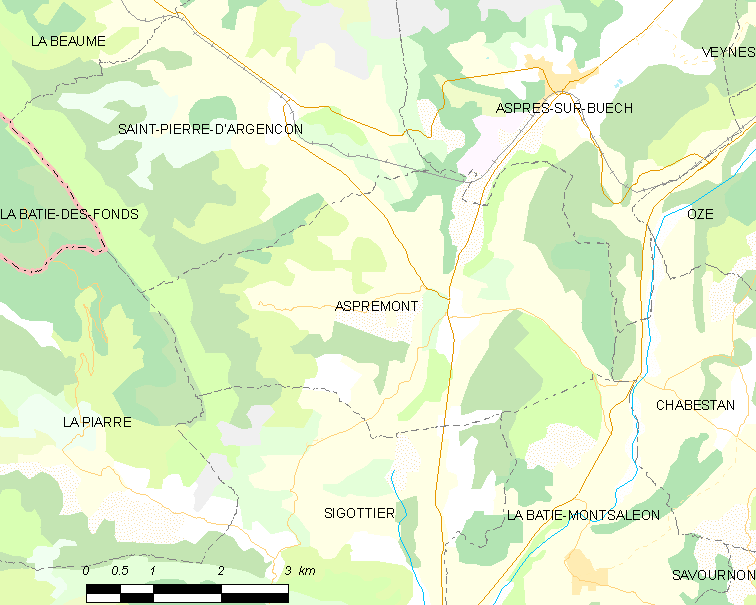
Localisation de la commune et des communes avoisinantes.

Aspremont est située à 9 km de Veynes et à 29 km de Gap.

### Climat
Pour des articles plus généraux, voir Climat de Provence-Alpes-Côte d'Azur et Climat des Hautes-Alpes.
En 2010, le climat de la commune est de type climat méditerranéen altéré, selon une étude du Centre national de la recherche scientifique s'appuyant sur une série de données couvrant la période 1971-2000. En 2020, Météo-France publie une typologie des climats de la France métropolitaine dans laquelle la commune est exposée à un climat de montagne ou de marges de montagne et est dans la région climatique Alpes du sud, caractérisée par une pluviométrie annuelle de 850 à 1 000 mm, minimale en été.
Pour la période 1971-2000, la température annuelle moyenne est de 10 °C, avec une amplitude thermique annuelle de 17,6 °C. Le cumul annuel moyen de précipitations est de 909 mm, avec 7,6 jours de précipitations en janvier et 4,9 jours en juillet. Pour la période 1991-2020, la température moyenne annuelle observée sur la station météorologique de Météo-France la plus proche, « La Faurie », sur la commune de La Faurie à 8 km à vol d'oiseau, est de 9,6 °C et le cumul annuel moyen de précipitations est de 950,8 mm. 
La température maximale relevée sur cette station est de 37,9 °C, atteinte le 23 août 2023 ; la température minimale est de −21,4 °C, atteinte le 14 février 1999,,.
Les paramètres climatiques de la commune ont été estimés pour le milieu du siècle (2041-2070) selon différents scénarios d'émission de gaz à effet de serre à partir des nouvelles projections climatiques de référence DRIAS-2020. Ils sont consultables sur un site dédié publié par Météo-France en novembre 2022.

## Urbanisme

### Typologie
Au 1er janvier 2024, Aspremont est catégorisée commune rurale à habitat dispersé, selon la nouvelle grille communale de densité à 7 niveaux définie par l'Insee en 2022.
Elle est située hors unité urbaine et hors attraction des villes,.

### Occupation des sols
L'occupation des sols de la commune, telle qu'elle ressort de la base de données européenne d’occupation biophysique des sols Corine Land Cover (CLC), est marquée par l'importance des forêts et milieux semi-naturels (54,1 % en 2018), en diminution par rapport à 1990 (57,1 %). La répartition détaillée en 2018 est la suivante : 
forêts (40,1 %), terres arables (36,7 %), milieux à végétation arbustive et/ou herbacée (14 %), zones agricoles hétérogènes (6,9 %), prairies (2,4 %).
L'évolution de l’occupation des sols de la commune et de ses infrastructures peut être observée sur les différentes représentations cartographiques du territoire : la carte de Cassini (XVIIIe siècle), la carte d'état-major (1820-1866) et les cartes ou photos aériennes de l'IGN pour la période actuelle (1950 à aujourd'hui).

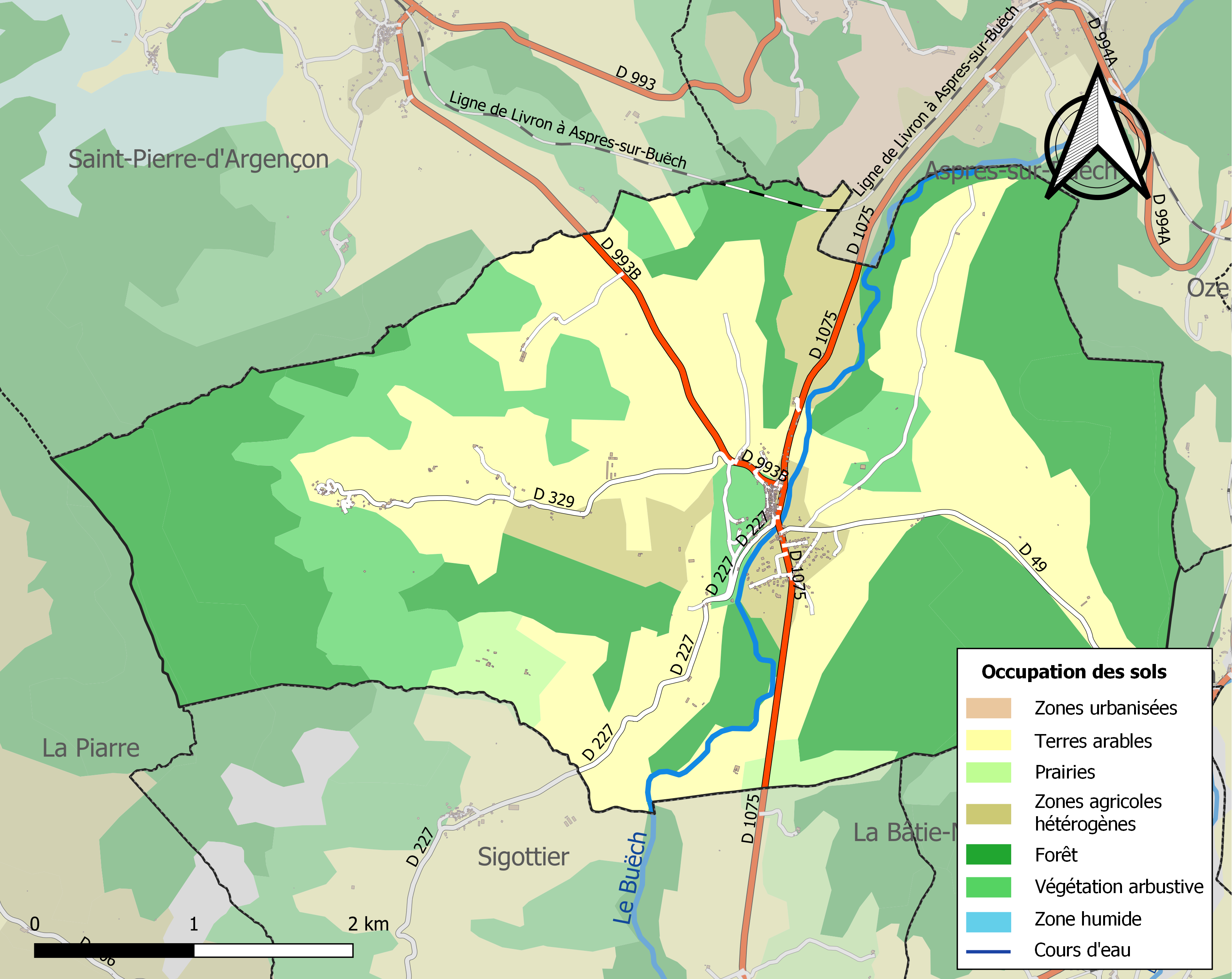
Carte de l'occupation des sols de la commune en 2018 (CLC).

## Toponymie
Un « aspre mont » est un « mont rocailleux » et a donné son nom à la commune. C'est le même aspre qui figure, au pluriel, dans le nom de la commune voisine d'Aspres-sur-Buëch.

## Politique et administration

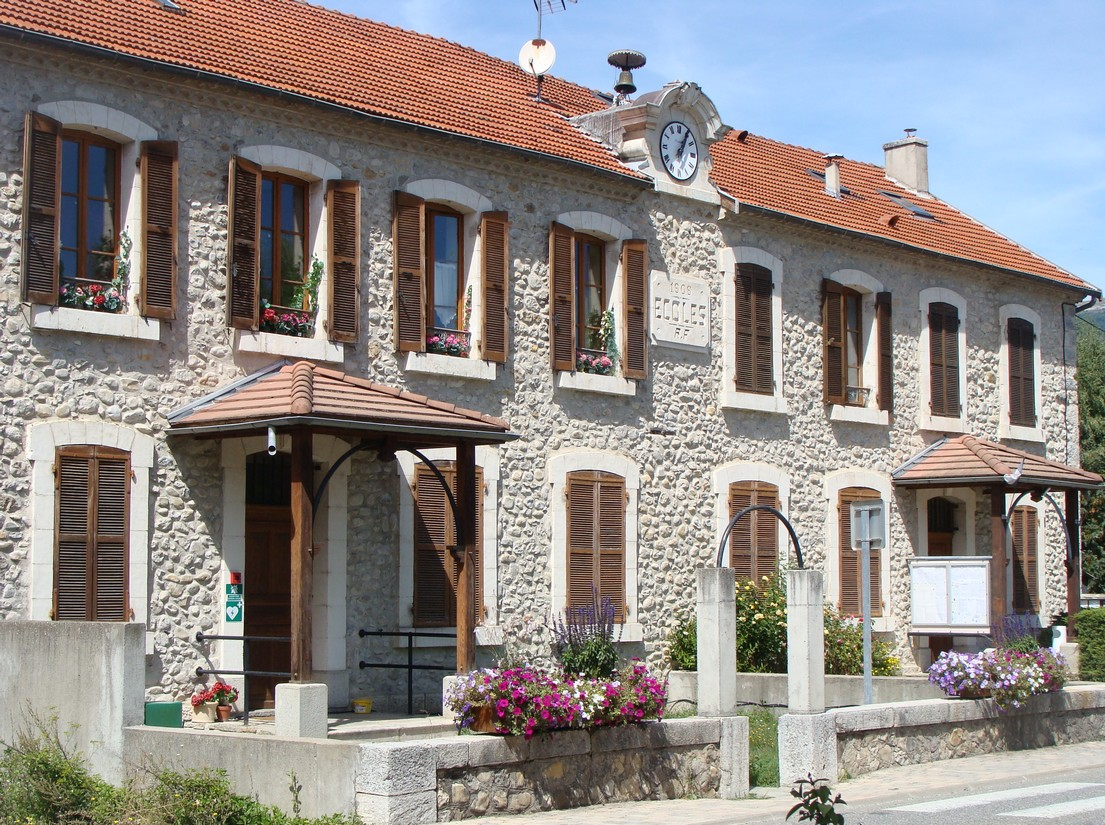
La mairie.

| Période                                  | Période   | Identité         | Étiquette             | Qualité      |
| ---------------------------------------- | --------- | ---------------- | --------------------- | ------------ |
| Les données manquantes sont à compléter. |           |                  |                       |              |
| maire en 1973                            | mars 2008 | Alban Palpant    | Mouvement réformateur | Agriculteur  |
| mars 2008                                | En cours  | Jacques Francou, |                       | Ancien cadre |

## Population et société

### Démographie
L'évolution du nombre d'habitants est connue à travers les recensements de la population effectués dans la commune depuis 1793. Pour les communes de moins de 10 000 habitants, une enquête de recensement portant sur toute la population est réalisée tous les cinq ans, les populations de référence des années intermédiaires étant quant à elles estimées par interpolation ou extrapolation. Pour la commune, le premier recensement exhaustif entrant dans le cadre du nouveau dispositif a été réalisé en 2006.

En 2022, la commune comptait 362 habitants, en évolution de +3,43 % par rapport à 2016 (Hautes-Alpes : +0,4 %, France hors Mayotte : +2,11 %).
| 1793 | 1800 | 1806 | 1821 | 1831 | 1836 | 1841 | 1846 | 1851 |
| ---- | ---- | ---- | ---- | ---- | ---- | ---- | ---- | ---- |
| 612  | 587  | 692  | 618  | 619  | 589  | 612  | 576  | 561  |

| 1856 | 1861 | 1866 | 1872 | 1876 | 1881 | 1886 | 1891 | 1896 |
| ---- | ---- | ---- | ---- | ---- | ---- | ---- | ---- | ---- |
| 532  | 544  | 516  | 504  | 501  | 512  | 507  | 453  | 451  |

| 1901 | 1906 | 1911 | 1921 | 1926 | 1931 | 1936 | 1946 | 1954 |
| ---- | ---- | ---- | ---- | ---- | ---- | ---- | ---- | ---- |
| 421  | 396  | 376  | 330  | 300  | 265  | 271  | 243  | 198  |

| 1962 | 1968 | 1975 | 1982 | 1990 | 1999 | 2006 | 2011 | 2016 |
| ---- | ---- | ---- | ---- | ---- | ---- | ---- | ---- | ---- |
| 211  | 191  | 182  | 196  | 216  | 238  | 294  | 324  | 350  |

| 2021 | 2022 | - | - | - | - | - | - | - |
| ---- | ---- | - | - | - | - | - | - | - |
| 366  | 362  | - | - | - | - | - | - | - |

### Culte
Aspremont possède une (modeste) église, mais les messes ne sont régulièrement célébrées qu'à Aspres-sur-Buëch (3 km au nord) et à Serres (7 km au sud).

## Culture locale et patrimoine

### Lieux et monuments
- Château ruiné des XIVe et XVIe siècles.

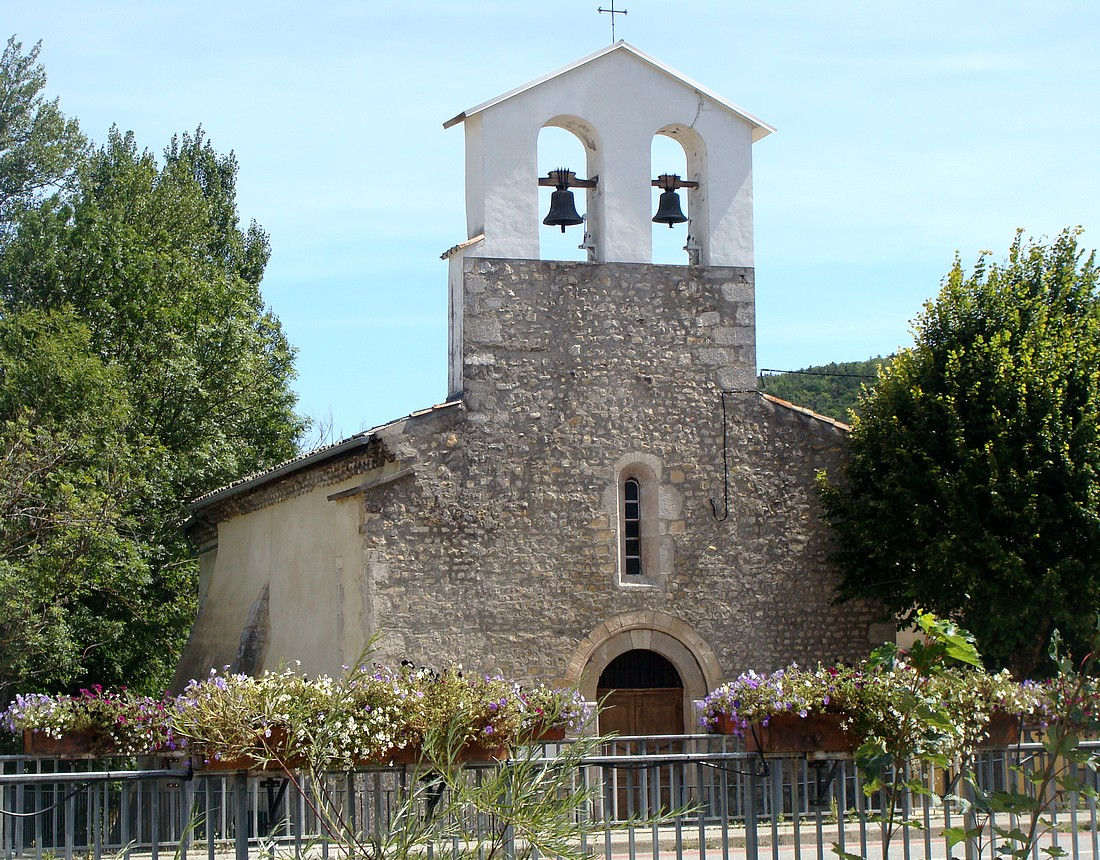
L'église.

- Église Saint-Pierre-aux-Liens du XVIIe siècle.
- Chapelle Notre-Dame de Suanne.

### Personnalités liées à la commune
- Auguste-Marie-Balthazar-Charles Pelletier de Lagarde (1780-1834) : militaire et diplomate, né à Aspremont.

### Héraldique
| Blason de Aspremont | Blason  | D'azur au pairle d'or, à la rivière ondée en fasce d'argent brochant sur le tout. |
| Blason de Aspremont | Détails | Adopté par la municipalité.                                                       |